# Société d'histoire et d'archéologie du Sedanais
Pour les articles homonymes, voir SHAS.
Fondée en 1928 sous le nom Les Amis du Vieux Sedan, la Société d'Histoire et d'Archéologie du Sedanais (SHAS), est une société savante ardennaise héritière du cercle d'érudits La Bruyère. Elle a le statut d'une association loi de 1901. Son siège social se trouve à Sedan.
L'association est référencée par le Comité des travaux historiques et scientifiques dans l'annuaire La France savante.
Elle a reçu le prix Audiffred en 1953, décerné par l'Académie des sciences morales et politiques, pour la publication de sa revue.

## Historique
À la fin du XIXe siècle, quelques Sedanais fondent un petit groupe qu'ils baptisent La Bruyère. Leur ambition est alors de découvrir et d'étudier l'Ardenne transfrontalière dans la région de Sedan.
Rapidement ce groupe devient une société : la Société d'Études Ardennaises (S.E.A.) qui édite la Revue d'Ardenne et d'Argonne de 1893 à 1923. 
Un peu plus tard, le 31 juillet 1928, une autre génération de jeunes Sedanais fonde Les Amis du Vieux Sedan. Au départ seize personnes composent alors l'association. Celle-ci siège alors dans l'une des maisons les plus emblématiques du quartier du Ménil de Sedan, l'hôtel du Gros Chien. En 1936, un premier numéro de la revue Annales Sedanaises d'histoire et d'archéologie est édité par l'association. 
Les membres multiplient les acquisitions et constituent un fonds remarquable qu'ils sauvent des affres de la guerre. À cette occasion le général Mathy s'associe au jeune Pierre Congar pour préserver les magnifiques collections. Celles-ci sont à nouveau rassemblées à Sedan à la fin de la décennie 1940.
En 1963, l'association change de nom et devient la Société d'Histoire et d'Archéologie du Sedanais. L'activité bat son plein et consiste en l'édition de la revue, des expositions ("les 350 ans du rattachement à la France en 1992"...), conférences et colloques, fouilles et inventaires.
En 1969, les Annales Sedanaises, dont 69 numéros ont été édités, sont fusionnés pour donner naissance à la revue historique ardennaise. En 1975 la revue de la SHAS reprend son indépendance et devient Le Pays Sedanais dont le 43e tome est paru en 2025.
En 2024, l'association compte 269 membres principalement ardennais, champenois, mais aussi d'ailleurs en France et dans les pays voisins.
2024 est aussi l'année de son déménagement dans une partie de l'ancien collège des jésuites de Sedan, au 19 place Crussy, en face du marché couvert. Ainsi, la SHAS quitte ses anciens locaux qu'elle occupait rue de Metz depuis 1983.

## Objectifs et actions de la société
L'objectif principal de l'association est de tout mettre en œuvre pour préserver et promouvoir le patrimoine historique et archéologique du Pays sedanais. La SHAS est aujourd'hui un acteur reconnu par les pouvoirs publics, mais aussi un partenaire de plusieurs musées (Musée de l'Ardenne, Musée Guerre et Paix en Ardennes...) et institutions culturelles (bibliothèque municipale Georges Delaw, Centre d'Interprétation d'Architecture et du Patrimoine à Sedan...).
En plus de disposer d'une bibliothèque très fournie (plusieurs milliers de références), la SHAS conserve aussi de riches collections d'archives et d'objets qui sont régulièrement utilisées pour des expositions, et par des chercheurs qu'ils soient universitaires ou de « simples » passionnés. L'association dispose ainsi d'originaux exceptionnels dont les plus anciens datent de la fin du Moyen Âge.
Tandis que chaque année des conférences sont organisées sur l'histoire locale, des colloques le sont aussi régulièrement ("Turenne" en 2011, "La guerre de siège en 1870-1871" en 2021, "L'architecture militaire et son dialogue avec la ville et le territoire(XIVe-XXe siècle) Du château de Sedan aux grandes forteresses européennes" en 2024). La SHAS édite et coédite aussi des ouvrages en plus de sa revue annuelle Le Pays sedanais (tome 43 en 2025).
L'association participe aussi à la préservation du patrimoine en ayant été par exemple un acteur majeur de la réfection du monument allemand du cimetière Saint-Charles de Sedan,.
À l'occasion des Journées européennes du patrimoine et à d'autres occasions (accueil de groupes), ses membres assurent par exemple des visites guidées du château fort, de la ville et des champs de bataille alentour.
2022 a surtout été l'occasion de lancer l'application numérique "Sedan ici avant". Téléchargeable gratuitement sur tous les smartphones. Elle dispose de dix circuits (pour Sedan et les alentours) au cours de l'année 2024 :
- Mai 1940, 7 hectares d'histoire ruinés
- Undique Robur : Sedan ville fortifiée
- Sedan, ville commerçante
- Sedan, ville usine textile
- Bienvenue à Sedan
- Les tramways de Sedan
- Le Bouillonnais
- La vallée de l'Ennemane, un ancien couloir d'usines
- De Beaumont à Sedan : l'ultime bataille du Second empire (30 août - 1er septembre 1870)
- Vrigne-aux-Bois et Vivier-au-Court : le royaume de la quincaillerie

## Les publications
Chaque année la SHAS publie sa revue annuelle Le Pays Sedanais.
Bien que son activité éditoriale soit irrégulière, depuis le milieu des années 2010, l'association a relancé cette activité  :
- Congar (Pierre)[13], Florange l'adventureux, le maréchal de Fleuranges[14], 1491-1536, Sedan.
- Congar (Pierre)[13], Le Collège et l'Académie de Sedan[15], Sedan, 1982.
- Sedan poésie[16], Sedan, 1983.
- Congar (Pierre)[13], Le sanglier des Ardennes[17], Sedan, 1985.
- Bertrand (Arsène), Sedan 1940-1941. Le Retour. "Au fil des jours"[18], Sedan, 1990.
- Les trésors de la Principauté de Sedan[19], Sedan, 1992.
- Salmon (Paulette) et Rousseau (Jacques) (dir.) : Sedan : de l'Europe des principautés à l'Europe des nations[20], Nancy : Presses universitaires de Nancy, 1995.
- Moulis (Cédric), Jalabert (Laurent) (dir.), Nouveaux regards sur Turenne, Nancy, Annales de l'Est - SHAS, 2013.
- Rouchy-Lévy (Violette) (dir.), La Première Guerre mondiale dans les Ardennes. Études pour le Centenaire[21], Charleville-Mézières, Terres Ardennaises - SHA - SHAS, 2014.
- Laurant (Olivier), Les Frères Laurant. Entre textile et football. Un demi-siècle de passion Sedanaise[22], Sedan, SHAS, 2015.
- Behr (Aurélien), Sedan enjeu international et confessionnel, 1520-1685[23], Paris, SHAS - D. Guéniot, 2016.
- Totot (Jean-Marie), Haraucourt, 50 mois d'occupation[24], Sedan, SHAS, 2018.
- Haguette (Sébastien), Weitz (Reinhold), Le bagne de Sedan, Charleville-Mézières, Terres Ardennaises - SHAS, 2023.
- Rousseau (Jacques) (+), Behr (Aurélien), Évrard de La Marck, le Grand sanglier d'Ardenne au cœur de la Guerre de Cent Ans, Bouvellemont, Noires Terres, 2024, 160 p.